# Балойи, Кассиус
Понани Кассиус Балойи (англ. Ponani Cassius Baloyi; род. 5 ноября 1974, Маламулеле) — южноафриканский боксёр, представитель нескольких весовых категорий от легчайшей до лёгкой. Выступал за сборную ЮАР по боксу в начале 1990-х годов, победитель и призёр турниров международного значения, участник чемпионата мира в Тампере. В период 1994—2012 годов боксировал на профессиональном уровне, владел титулом чемпиона мира по версии Международной боксёрской федерации (IBF).

## Биография
Кассиус Балойи родился 5 ноября 1974 года в небольшом городке Маламулеле провинции Лимпопо, Южная Африка.

### Любительская карьера
Начинал карьеру боксёра как любитель. Так, в 1992 году вошёл в состав южноафриканской национальной сборной и побывал на международном турнире в Берлине, откуда привёз награду золотого достоинства, выигранную в зачёте легчайшей весовой категории.
В 1993 году боксировал в легчайшем весе на чемпионате мира в Тампере, но попасть здесь в число призёров не смог, остановившись на стадии 1/8 финала.

### Профессиональная карьера
Покинув расположение сборной ЮАР, в марте 1994 года Балойи успешно дебютировал на профессиональном уровне. Долгое время не знал поражений, побеждая всех соперников на своём пути — в течение пяти лет сделал серию из 26 побед подряд. При этом в период 1996—2001 годов он владел титулом чемпиона мира по версии Всемирного боксёрского союза (WBU), сначала во втором легчайшем весе, затем в полулёгком. Выиграл у таких известных боксёров как Эктор Лисаррага, Фрэнк Толедо, Ласло Богнар, Доминго Дамихелья, Брайан Карр, Стив Робинсон и др. Первое в карьере поражение потерпел в бою за вакантный титул чемпиона мира WBU во второй полулёгкой весовой категории от соотечественника Филлипа Ндоу, уступив ему единогласным решением судей.
Несмотря на проигрыш, Балойи продолжил активно выходить на ринг и в апреле 2002 года завоевал вакантный титул чемпиона мира по версии Международной боксёрской организации (IBO), который впоследствии сумел защитить четыре раза, в частности взял верх над бывшими чемпионами Мбулело Ботиле и Лехло Ледваба.
В августе 2005 года оспаривал вакантный титул чемпиона IBO в лёгком весе, но проиграл по очкам соотечественнику Айзеку Хлатшвайо.
В 2006 году стал обладателем титула чемпиона мира по версии Международной боксёрской федерации (IBF), выиграв техническим нокаутом у мексиканца Мануэля Медины. Тем не менее, владел этим поясом не долго — уже во время первой защиты был побеждён представителем Гайаны Гайри Сент-Клэром.
Позже взял реванш у Сент-Клэра и в 2008 году вновь удостоился права побороться за титул чемпиона мира IBF во втором полулёгком весе — победил решением большинства судей соотечественника Мзонке Фана и забрал чемпионский пояс себе. После одной успешной защиты в апреле 2009 года лишился титула, потерпев поражение техническим нокаутом от другого южноафриканского боксёра Малькольма Классена.
В 2010 и 2011 годах Балойи предпринимал попытки вернуть себе титул чемпиона IBF, но в двух чемпионских боях проиграл соотечественнику Мзонке Фана и доминиканцу Архенису Мендесу соответственно. Боксировал с намибийцем Паулусом Мозесом за вакантный титул интернационального чемпиона в лёгком весе по версии Международной боксёрской организации (WBO), но тоже потерпел поражение.
Последний раз боксировал на профессиональном уровне в октябре 2012 года, когда по очкам вновь уступил Малькольму Классену — сразу по окончании этого поединка объявил о завершении спортивной карьеры. В общей сложности провёл на профи-ринге 46 боёв, из них 37 выиграл (в том числе 19 досрочно), 8 проиграл, тогда как в одном случае была зафиксирована ничья.
Ныне работает тренером по боксу в Йоханнесбурге

.